# モイニハン男爵
モイニハン男爵（英: Baron Moynihan）はイギリスの男爵、貴族。連合王国貴族爵位。外科医サー・バークレー・モイニハンが1929年に叙されたことに始まる。

## 歴史
外科医サー・バークレー・モイニハン（1865–1936）は1922年6月26日に(カー・マナーの)準男爵(Baronet, of Carr Manor)に叙された。ついで1929年3月19日に連合王国貴族としてヨーク州リーズにおけるモイニハン男爵(Baron Moynihan, of Leeds in the County of York)に昇叙した。
2代男爵パトリック(1906-1965)は二度の結婚をし、前妻と後妻との間にそれぞれアンソニー(後の3代男爵)とコリン(後の4代男爵)をもうけている。
その後、3代男爵アンソニー(1936-1991)が1991年に死去すると、爵位は継承者不明となり6年ほど休止状態(dormant)に陥った。アンソニーには五回の結婚経歴があり、4番目の妻と5番目の妻の間にそれぞれ男子としてアンドリューとダニエルをもうけているとされていた。しかし彼の異母弟コリンはこの嫡出関係には疑義があり、爵位の正当な相続権者は自分であるとして訴えを起こした。その結果、1996年に高等法院家事部は「4番目の妻エディサとの離婚は詐欺によりなされたものであり、それゆえ5番目の妻ジーナとの結婚は重婚罪を構成するため、その子ダニエルは非嫡出子である」と判示した。この判決を受けて、3代男爵と4番目の妻エディサとの子であるアンドリュー・モイニハンに対して、貴族院特権委員会の要求によるDNA鑑定調査が行われた結果、3代男爵との血縁関係はないことが判明した。
そのため同委員会は1997年にコリンが男爵位の正当な相続権者であることを認めて、以下のように結論付けた。 
なお、4代男爵コリン(1955-)は保守党の政治家であり、1999年の貴族院法制定以降も貴族院に議席を置く92人の世襲貴族の一人である。

一族と爵位に対するモットーは『雨上がりの陽光(Spiandact Tapeir Neill)』。

## 現当主の保有爵位
現当主である第4代モイニハン男爵コリン・モイニハンは以下の爵位を有する。
- 第4代ヨーク州リーズにおけるモイニハン男爵(4th Baron Moynihan, of Leeds in the County of York)
(1929年3月19日の勅許状による連合王国貴族爵位)
- 第4代(カー・マナーの)準男爵(4th Baronet, of Carr Manor)
(1922年6月26日の勅許状による連合王国貴族爵位)

## モイニハン男爵（1929年）
- 初代モイニハン男爵バークレー・ジョージ・アンドリュー・モイニハン（英語版） （1865–1936）
- 第2代モイニハン男爵パトリック・バークレー・モイニハン（英語版） （1906-1965） [10]
- 第3代モイニハン男爵アンソニー・パトリック・アンドリュー・ケインズ・バークレー・モイニハン（英語版）（1936–1991）（1991年に爵位休止）
- 第4代モイニハン男爵コリン・バークレー・モイニハン（英語版） （1955-）（1997年に休止解除）

法定推定相続人は現当主の長男イーウェン・バークレー・モイニハン閣下（1994-）。 

### 註釈
1. ↑  原文は『...that neither of the two sons purporting to be the sons of the third Baron can, in fact, be an heir to the peerage. In the case of the elder, Andrew, the committee was shown overwhelming genetic evidence that he cannot be the son of the late Lord Moynihan; and so far as the younger, Daniel, is concerned, the evidence clearly shows that he is the child of a bigamous marriage and is therefore illegitimate. In those circumstances, it is clear beyond doubt that the petitioner, Colin Moynihan, must be the rightful heir and that his Petitions must succeed.』